# Wonderful Life (&Gの曲)
「Wonderful Life」（ワンダフル ライフ）は、稲垣吾郎（名義は&G）の楽曲。2004年3月10日にビクターエンタテインメントからシングルとして発売された。同じくSMAPのメンバーである草彅剛主演のドラマ『僕と彼女と彼女の生きる道』の主題歌で、稲垣のソロ作品としては1993年に発売されたシングル『If You Give Your Heart』（名義は稲垣吾郎）以来となった。
シングルに収録された2曲はアルバム未収録となっている。

## 背景・リリース
「Wonderful Life」は、ドラマ『僕と彼女と彼女の生きる道』の主題歌として書き下ろされた楽曲で、楽曲が完成した時点で制作スタッフの間で「ドラマの内容からも幸せを予感させるような優しい歌声を持ったアーティストが良い」という話し合いが行なわれた。その中で稲垣の名が挙がり、スタッフからの相談を受けた草彅が「僕のドラマをよく見てくれているみたいだから是非」と賛同したことから、正式に稲垣に依頼し、レコーディングが行われることとなった。
本作で使用された「&G」（アンジー）という名義は、『僕と彼女と彼女の生きる道』のためだけのソロプロジェクトということで考えられたアーティスト名で、ドラマのテーマとなっている「絆」を象徴する記号として「&」を使用し、「G」は稲垣のイニシャル（吾郎＝GORO）から採られた。当初は&Gの正体についてクレジットがされていなかったが、ドラマの放送が開始され、シングル発売が近づくにつれ公開された。
「Wonderful Life」のPVは、小柳凛役の美山加恋がメインの凛ちゃんヴァージョンと、ドラマヴァージョンとがある。両ヴァージョン共に同ドラマのDVD-BOXに収録されている。収録されていないが一応存在するものとして、フジテレビ系『SMAP×SMAP』で制作された4人で撮られた物がある。

## チャート成績・批評
シングルは、2004年3月22日付のオリコン週間シングルランキングで第1位を獲得した。SMAPメンバーのソロシングルとしては、香取慎吾の『慎吾ママのおはロック』（慎吾ママ名義）以来2人目のオリコンシングルチャート1位獲得作である。
CDジャーナルは、「ピアノを基調とした優しい曲で、サビの盛り上がりとストリングスがキャッチー。どこかビートルズを思わせる曲でありながら、丁寧かつ真摯に歌い上げる&Gには好感」と評している。

## 収録曲
| #  | タイトル                        | 作詞・作曲 | 編曲                                        | 時間 |
| -- | ------------------------------- | ---------- | ------------------------------------------- | ---- |
| 1. | 「Wonderful Life」              | 市川喜康   | - 小西貴雄 - 知野芳彦（コーラス・アレンジ） | 4:51 |
| 2. | 「平和の歌」                    | KAN        | 中西亮輔                                    | 4:45 |
| 3. | 「Wonderful Life」(music track) |            |                                             | 4:51 |
| 4. | 「平和の歌」(music track)       |            |                                             | 4:44 |

## カバー・バージョン
2010年12月20日に映画『僕と妻の1778の物語』の公開に合わせて表参道ヒルズで開催されたクリスマスイベントでは、杉並児童合唱団が『僕と彼女と彼女の生きる道』と同じ「僕シリーズ」の主題歌である「世界に一つだけの花」（SMAP）、「ありがとう」（SMAP）とのメドレーで合唱した。

## タイアップ
- フジテレビ系ドラマ『僕と彼女と彼女の生きる道』主題歌（#1）